# 신재경
신재경(申載庚, 1969년 5월 17일 ~ )은 대한민국의 정치인이다. 

## 학력
- 인천남중학교 (졸업)
- 인하대학교사범대학부속고등학교 (졸업)
- 숭실대학교 법경대학 (정치외교학 / 학사)
- 숭실대학교 대학원 (정치학 / 석사)

## 경력
- 1995.07~1998.06 대한민국 육군 제5사단 정훈장교
- 1999.08~2000.05 국회 이정무의원실 인턴비서
- 2006.04 국민중심당
- ~2008.04 자유선진당
- 2007.07~2009.06 민주평화통일자문회의 자문위원
- 2008.05~2012.05 국회 임영호의원실 비서관, 보좌관
- 2013.05~2020.05 국회 이완구의원실 보좌관
- 2016.05~2020.05 국회 유민봉의원실 보좌관
- 2021.07~2021.11 제20대 대통령선거 국민의힘 윤석열 예비 후보 국민캠프 총무팀장
- 2021.11~2022.03 제20대 대통령선거 국민의힘 윤석열 후보 선거대책본부 운영실 부실장
- 2022.03~2022.05 제20대 대통령직인수위원회 행정실 전문위원
- 2022.06~2023.12 대통령비서실 총무비서관실 선임행정관
- 2022.12~ 국민의힘 남동구 을 당협위원장
- 2025.07~ 국민의힘 원외당협위원장협의회장

## 역대 선거 결과
| 실시년도 | 선거   | 대수 | 직책     | 선거구       | 정당     | 득표수   | 득표율          | 순위 | 당락 | 비고 |
| -------- | ------ | ---- | -------- | ------------ | -------- | -------- | --------------- | ---- | ---- | ---- |
| 2024년   | 총선   | 22대 | 국회의원 | 인천 남동 을 | 국민의힘 | 63,861표 | \| \| 45.51% \| | 2위  | 낙선 |      |
|          | 45.51% |      |          |              |          |          |                 |      |      |      |